# Argopecten purpuratus
Argopecten purpuratus (Lamarck, 1819) es una especie de molusco bivalvo de la familia Pectinidae que se distribuye por las costas del Océano Pacífico de Perú y Chile.  Posee interés comercial. Tiene por nombres comunes los de  ostión del norte en Chile y concha de abanico en el Perú.

## Morfología
Argopecten purpuratus presenta una concha grande, sólida, circular, moderadamente convexa y más larga que alta. Su concha posee forma de abanico, con ambas valvas convexas, la izquierda ligeramente más que la derecha. Sus conchas son equivalvas, concha simétrica, pleurotética, equilateradas; la valva izquierda es algo más abombada que la derecha. Los umbos son ortogiros. Poseen un contorno circular, y un periostraco opaco. 
La coloración externa encima de las costillas de la concha es blanca con púrpura, alternativamente también se pueden describir tonos rosados y marrones. A veces puede ser completamente blanco, crema o naranja moteado de crema o púrpura. La coloración interna de las conchas blancas es blanca reluciente pero en las coloreadas hay bandas concéntricas de colores. Existen estrías de interrupción del crecimiento concéntricas bien marcadas. El ligamento externo se halla insertado en una ranura ligamentaria. El resilium se encuentra alojado en un resilífero. Es monomiario, con la impresión del músculo poco acusada, y la impresión de este es poco clara.

## Ecología
Argopecten purpuratus habita sustratos rocosos, cubierto por individuos del género Rhodymenia. Se hallan en agrupaciones llamadas bancos, donde se distingue una zona de alta concentración y una zona periférica. Se alimenta de fitoplancton, el cual filtra mediante los cilios.
Se ha descrito una relación entre abundancia de individuos de A. purpuratus y fenómenos climáticos causados por el fenómeno de El Niño (ENOS), señalado que existe una mayor cantidad de individuos y de producción somática durante los periodos de El Niño, 10 veces mayor que en etapas de presencia de La Niña. Esto implica en la importancia del fenómeno de El Niño en el manejo de cultivos de A.purpuratus.
Se ha descrito al veneno paralizante de moluscos (Paralytic shellfish poisoning, PSP en inglés) en poblaciones de A.purpuratus entre las latitudes 13°S y 33°S.
Tratando de proteger la zona del banco del ostión del Norte en Chile, en el año 1997 se crea la Reserva Marina La Rinconada, la cual ayuda a la repoblación y difusión de semillas de A. purpuratus.

## Reproducción
Son hermafroditas funcionales (el mismo animal es macho y hembra a la vez). La "parte" masculina de un ostión corresponde a la parte blanca de la gónada y la parte roja a la femenina. Cuando los ostiones desovan, lo hacen primero con un sexo y posteriormente con el otro. Producen muchísimas larvas, pero muy pocas (1 a 2%) llegan a semilla. 
La presencia a través de todo el año de organismos maduros y la asincronía interindividual que caracteriza el proceso reproductivo de esta especie, se ven reflejadas en la continua presencia de larvas, cuyos períodos de mayor o menor abundancia están en directa relación con los periodos de mayor o menor actividad reproductiva. La cantidad de larvas está relacionada con la presencia de individuos adultos que aportan semillas durante todo el año, con períodos intensos entre septiembre y abril del año siguiente. Se ha descrito que la morfología de las larvas es igual que en otros pectinidos.
Se han realizado estudios acerca del trabajo con semillas de larva, tanto en su faceta de reclutamiento y recolección artificial, como en su interacción con bacterias; en condiciones climáticas naturales, no existe una relación entre la cantidad de desove con el posterior reclutamiento que tiene  A. purpuratus, además, el crecimiento de cohortes en estado natural es mayor que las cohortes provenientes de medios de criaderos.

## Importancia comercial y gastronómica

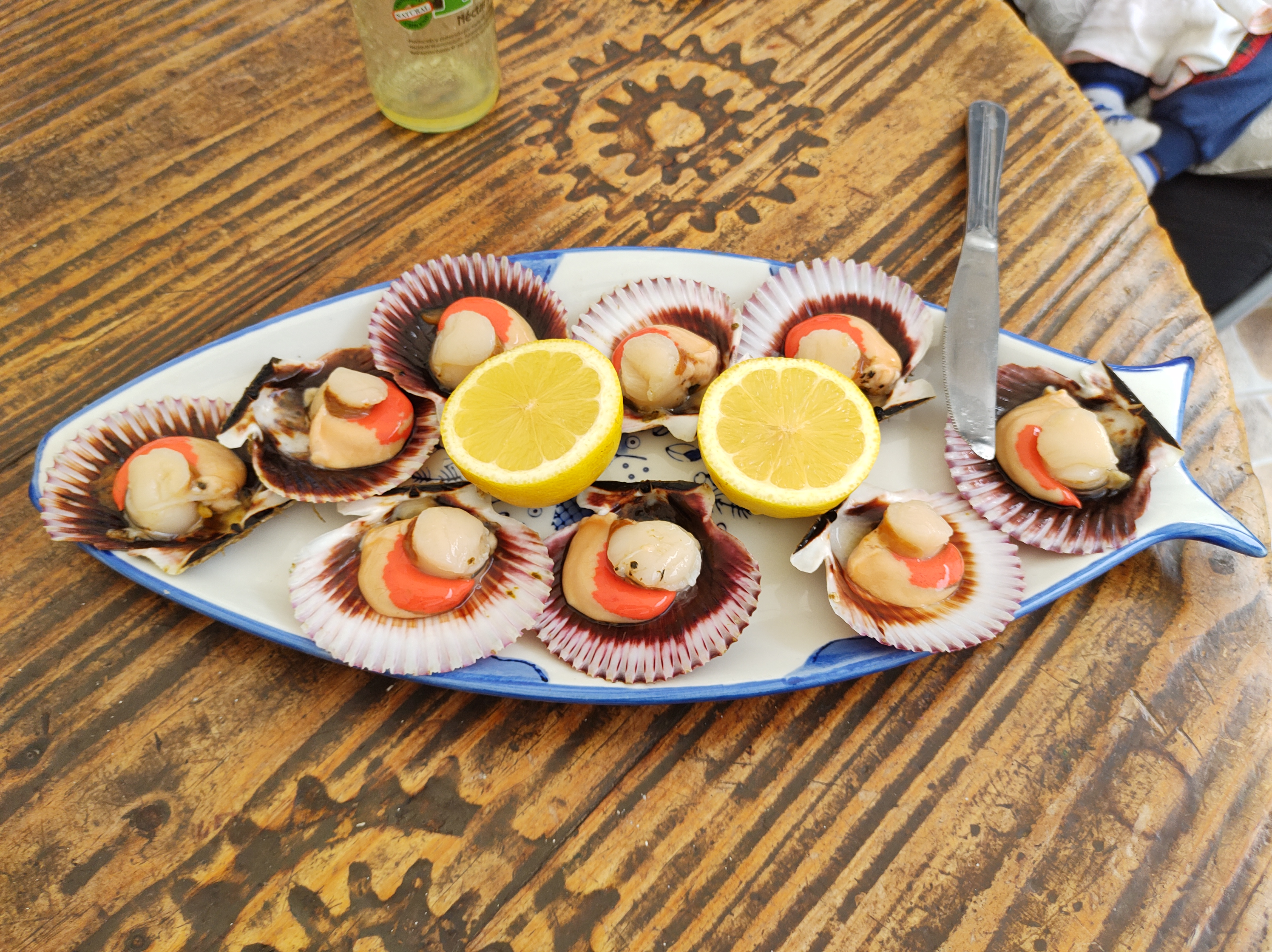
Plato típico de ostiones frescos

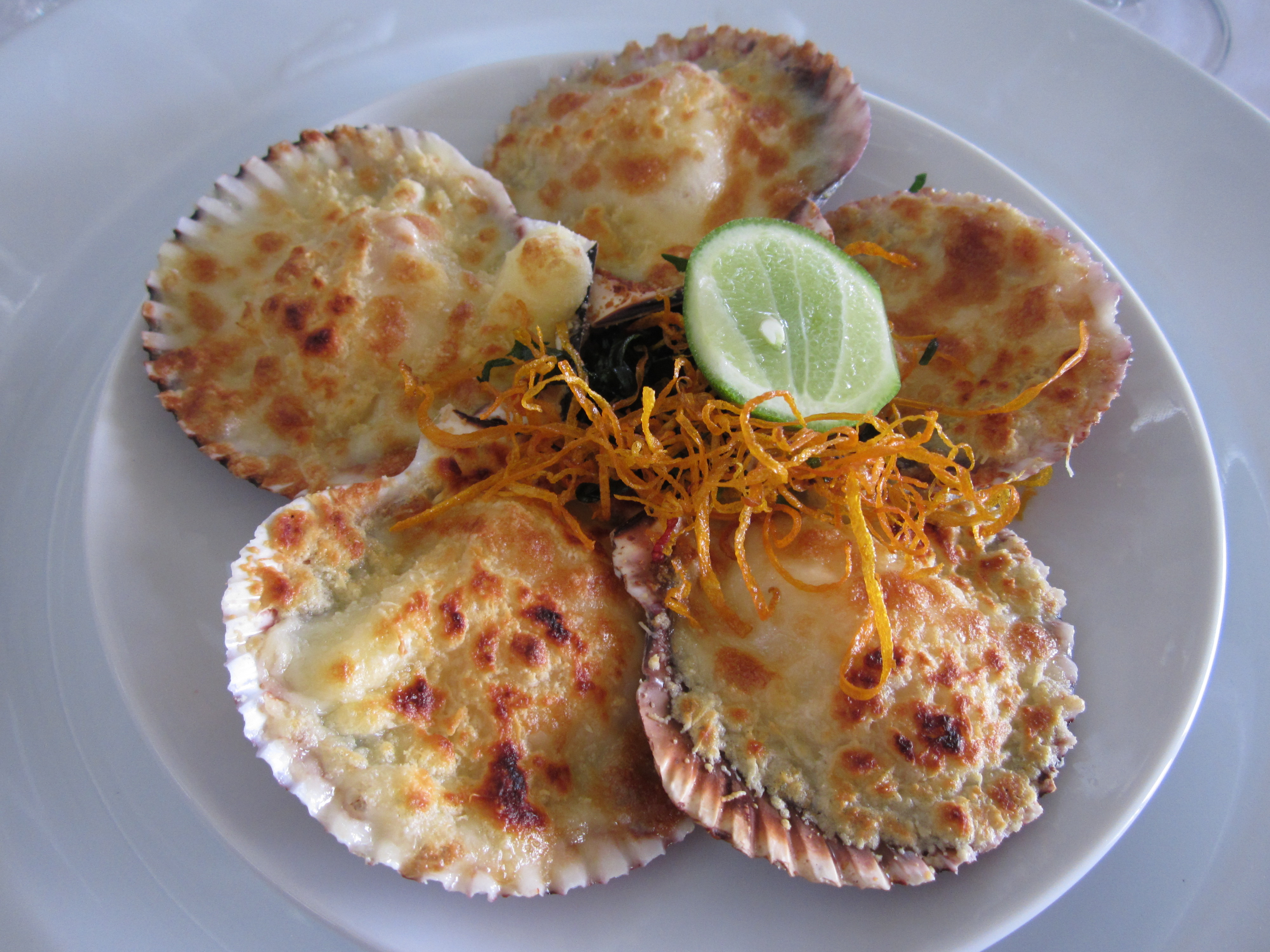
Conchitas a la parmesana, receta típica para consumir las conchas de abanico en Perú.

Este molusco es muy apreciado por el tamaño de su músculo aductor que se le denomina “callo”. Se le explota a gran escala y también se cultiva preferentemente en el norte de Chile. Alcanza gran valor su comercialización en el mercado internacional. Es una especie que se encuentra en régimen de máxima explotación pesquera. Durante el año 2014, se desembarcaron 4.146 toneladas en Chile, donde la IV región extrajo 3.340 toneladas, y la III región 806 toneladas.
El éxito logrado en Chile con el cultivo de este ha puesto a esta actividad como una de las más prometedoras en el campo de la acuicultura. En 1999, las 1.700 toneladas de carne de Argopecten purpuratus producidas, permitieron a Chile posicionarse como el tercer productor mundial de pectínidos por cultivo, luego de China y Japón. Su cultivo en el año 1998 alcanzó el primer lugar entre las distintas especies de moluscos que comercializa este país. La producción acuícola comenzó en Chile, que dominaba la
difiere de las actividades acuícolas más industrializadas en Chile.
vedas temporales de áreas (P. magellanicus, costa este de EE. UU.
se debe en parte a los ciclos de 'auge y caída' de muchos
(por ejemplo, Argopecten purpuratus en Chile (Stotz 2000); A. ventri cosus
en México (F elix-Pico et al. 1997) y Panamá (Med ina et al. 2007);
Aequipecten techuelchus en Argentina
Patinopecten yessoensis en Japón (Uki 2006)), cuotas de captura
desde la historia antigua y continúan manteniendo importantes
hasta principios de la década de 2000, pero ha aumentado dramáticamente desde entonces, con una
sola ubicación en el norte de Perú, Sechura Bay, que contribuye en su mayor parte (50%) a la
producción de vieiras en América Latina.
Se tiene registro de su extracción y consumo desde la época prehispánica de Chile.
Este molusco es consumido de forma fresca por la población, siendo acompañado con jugo de limón y otros aderezos; también se le come a la parmesana. Se le considera de uso gourmet. También se le atribuyen propiedades afrodisíacas.